# Mount Elbert
Mount Elbert – szczyt w Górach Skalistych, w paśmie Sawatch. Jest to najwyższy szczyt stanu Kolorado, pasma Sawatch oraz całych Gór Skalistych. Szczyt nazwany został na cześć Samuela Elberta, gubernatora Terytorium Kolorado w latach 1873–1874. Leży na terenie obszaru chronionego San Isabel National Forest. Najbliżej położoną miejscowością jest Leadville w stanie Kolorado, 16 km na północny wschód od szczytu.
Pierwszego wejścia na szczyt dokonał H.W. Stuckle w 1874 r.